# Carlos Castillo Mattasoglio
Carlos Gustavo Castillo Mattasoglio (Lima, 28 de febrero de 1950) es un sociólogo, docente universitario, teólogo católico y cardenal peruano, arzobispo de Lima y primado del Perú.

## Biografía
Nació el 28 de febrero de 1950 en la ciudad peruana de Lima, hijo del matrimonio de Augusto Castillo Huza y Angélica Mattasoglio.
Realizó su formación primaria en el colegio Dalton en el distrito de Lince, y completó su formación secundaria en el Colegio San Agustín en 1966.
Tras realizar estudios en la Facultad de Letras y Ciencias Humanas de la Universidad Nacional Mayor de San Marcos (1968-1973), obtuvo el bachillerato en Ciencias sociales, especialización en Sociología. Durante su época universitaria, ingresó a la Unión Nacional de Estudiantes Católicos (UNEC), donde conoció al sacerdote y teólogo Gustavo Gutiérrez, padre de la teología de la liberación, quien fue su maestro.
Ingresó, como seminario, al Pontificio Colegio Español de San José de Roma en 1979, año en que fue enviado a estudiar a la Pontificia Universidad Gregoriana de la misma ciudad, donde consiguió el bachillerato en Filosofía (1979), y en Teología (1983). Posteriormente, obtuvo la licenciatura (1985), y el doctorado (1987) en Teología dogmática en la Pontificia Universidad Gregoriana, con la obra: Acerca de la conversión en la Historia de las Indias de Bartolomé de las Casas.
Además de español, también habla italiano y francés.

## Sacerdocio
Fue ordenado diácono el 16 de octubre de 1983, en la parroquia Santa Giulia di Caprona, en Pisa; a manos del cardenal-arzobispo Juan Landázuri Ricketts OFM. Su ordenación sacerdotal fue el 15 de julio de 1984, en la Catedral de Lima, a manos del mismo cardenal-arzobispo.
Como sacerdote desempeñó los siguientes ministerios:
- Colaborador en la parroquia San Juan Apóstol (1991-1999).
- Vicario parroquial de San Francisco de Asís, de Tablada de Lurín (1987-1990).
- Vicario parroquial de La Encarnación, del Cercado de Lima (1990-1991).
- Asesor nacional de la Comisión Episcopal para la Juventud de la Conferencia Episcopal Peruana (CEP; 1990-2001).
- Vicario episcopal, y organizador para la Pastoral Juvenil (1996-1999).
- Responsable de la Pastoral Vocacional (1996-1999).
- Vicario parroquial de San Juan Apóstol, de Pueblo Libre (1999-2001).
- Consejero nacional de Pastoral para la Juventud (2000).
- Párroco de Virgen Medianera, en el Cercado de Lima (2002-2009).
- Director de relaciones con la Iglesia de la Pontificia Universidad Católica del Perú (2003-2006).
- Párroco de la iglesia San Lázaro en el Rímac (2010-2015).[5]
- Colaborador de la parroquia San Francisco Solano, del Rímac (2019).
- Asesor nacional de la Unión Nacional de Estudiantes Católicos del Perú (1987-1998).
- Responsable arquidiocesano de la Pastoral Universitaria de Lima (1991-1999).
- Docente del Instituto de Estudios Teológicos Juan XXIII (1987-2019).

Participó en el Encuentro Mundial de Asesores en Pastoral Juvenil, en Nemi, para la preparación de la Jornada Mundial de la Juventud 2000.
- Asesor y coordinador del Encuentro Nacional y Andino de jóvenes como antesala y en coordinación con la JMJ bajo el lema «La palabra se hizo joven y habitó entre nosotros» (2000).
- Profesor principal de Teología (desde 1987);[6][7][8][9] miembro del Consejo Universitario (2003-2006), y colaborador y asesor del programa de confirmación en el Centro de Asesoría Pastoral Universitaria (2019) en la Pontificia Universidad Católica del Perú (PUCP).

Como a todos los docentes del departamento de Teología de la PUCP, durante el conflicto entre la comunidad universitaria y el arzobispado de Lima, el entonces arzobispo Juan Luis Cipriani no le renovó el mandato canónico para la enseñanza de teología católica a partir del año 2013. Tras el cierre de ese conflicto mediante una negociación directa con la Congregación para la Educación Católica de la Santa Sede, se reformaron los estatutos de esa institución de modo que el mandato canónico iría a ser concedido por su gran canciller. El entonces gran canciller nombrado por el Vaticano, el cardenal Giuseppe Versaldi, extendió nuevamente el mandato canónico en 2016 a todos los profesores suspendidos por Cipriani, incluyendo a Castillo. Durante los años en que careció del mandato canónico, Castillo se desempeñó enseñando cursos de ética y de pensamiento social cristiano.

## Episcopado

### Arzobispo de Lima
El 25 de enero de 2019, el papa Francisco lo nombró arzobispo de Lima y primado del Perú. Es el primer sacerdote diocesano en ser nombrado arzobispo de Lima desde el cardenal Juan Gualberto Guevara, pues sus predecesores pertenecieron a las órdenes religiosas: franciscana (Landázuri), jesuita (Vargas Alzamora), y su predecesor del Opus Dei (Cipriani).
Además de su escudo, escogió como lema la frase «A ti te digo ¡levántate!» (Tibi dico surge).
Fue consagrado el 2 de marzo del mismo año, en la Catedral de Lima, a manos del arzobispo Nicola Girasoli. El obispo Luis Bambarén SJ, le obsequió el báculo que le perteneciera al cardenal Landázuri.

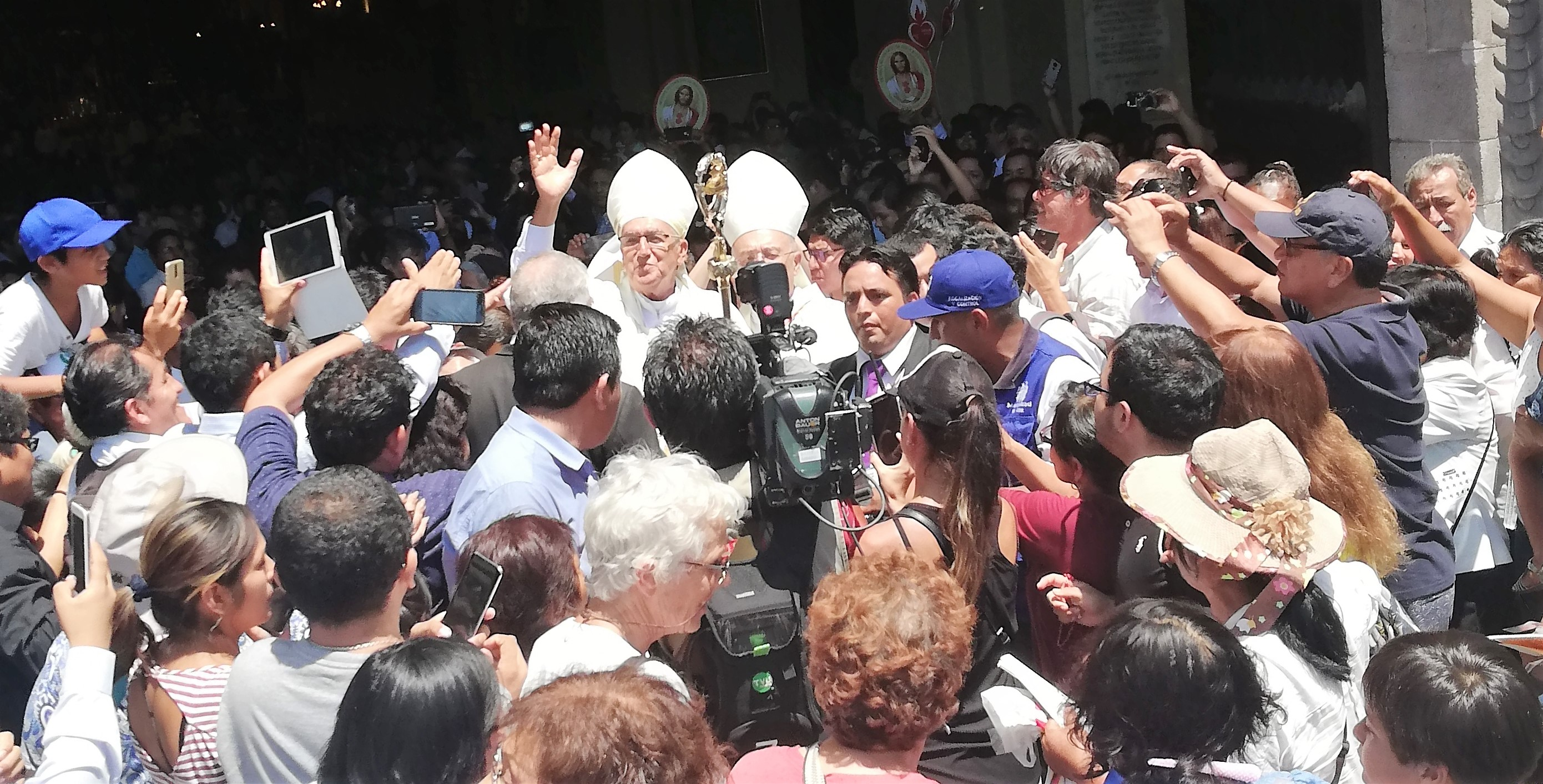
Carlos Castillo fuera de la Catedral de Lima, impartiendo la bendición.

Tomó posesión canónica el mismo día de su ordenación. Es el primer sacerdote en ser ordenado arzobispo y tomar posesión de la sede episcopal de Lima el mismo día desde hacía 111 años, cuando fue consagrado el ya fallecido arzobispo Manuel García Naranjo.
En su mensaje, Castillo manifestó que: 

El nuevo arzobispo no es el único que tiene que trabajar, sino todos, sin excepción ni exclusión alguna.

Presentó su visión de una Iglesia pobre, misionera, pascual y sinodal, recogiendo el legado de la Conferencia de Medellín (1968), la cual marcó un hito para la Iglesia en América Latina y para la reflexión teológica y pastoral posterior.
Palio arzobispal
El 29 de junio de 2019, en una ceremonia en la Basílica de San Pedro, recibió el palio arzobispal de manos del papa Francisco. En una entrevista a Vatican News, Castillo manifestó: «El palio no es una espada, ni un cetro de poder, el palio es el signo de la autoridad del arzobispo, es un símbolo de la oveja que debe cargar todo pastor para el servicio de toda la Iglesia». En esa línea, reafirmó la comunión con el papa Francisco y con la visión de una "Iglesia en salida" y misericordiosa. El 6 de julio del mismo año, en una ceremonia en la Catedral de Lima, recibió la imposición del palio arzobispal de manos del arzobispo Nicola Girasoli.
En 2024, fue nombrado Gran canciller y, por tanto, presidente de honor, de la Pontificia Universidad Católica del Perú, en reemplazo del cardenal Pedro Barreto Jimeno.

## Cardenalato
El 6 de octubre de 2024, durante el Ángelus del papa Francisco, se hizo público que sería creado cardenal. Tras su nombramiento, solicitó al congreso peruano la derogación de la Ley de Crimen Organizado. Fue creado cardenal por el papa Francisco durante el consistorio del 7 de diciembre del mismo año, con el titulus de cardenal presbítero de la Santa María de las Gracias en Casal Boccone.

## Distinciones
- Doctorado honoris causa por la Universidad Nacional de Piura (2019);
- Medalla Mariano Santos Mateo, gran general de la Policía Nacional del Perú (2019).

## Escudos de armas
|           |
| Arzobispo |

|          |
| Cardenal |

## Obras
- Libres para creer. La conversión según Bartolomé de las Casas en la Historia de las Indias. Pontificia Universidad Católica del Perú. 1993. ISBN 978-84-89390-65-2. doi:10.18800/9788489390652. Consultado el 9 de diciembre de 2024.
- Teologia della rigenerazione, EMI, (2001).
- La opción por los jóvenes en Aparecida, CEP-IPADEJ-IBC, (2008).
- Joven, a ti te digo, ¡levántate!, CEP, (2009).
- Caminando en el amor. El pastor de una Iglesia viva. Homenaje al cardenal Juan Landázuri Ricketts en el centenario de su nacimiento (editor), Fondo Editorial PUCP, (2014).